# Geusibia yunnanensis
Geusibia yunnanensis är en loppart som beskrevs av Xie Baoqi et Gong Zhengda 1982. Geusibia yunnanensis ingår i släktet Geusibia och familjen smågnagarloppor. Inga underarter finns listade i Catalogue of Life.